# BN-600

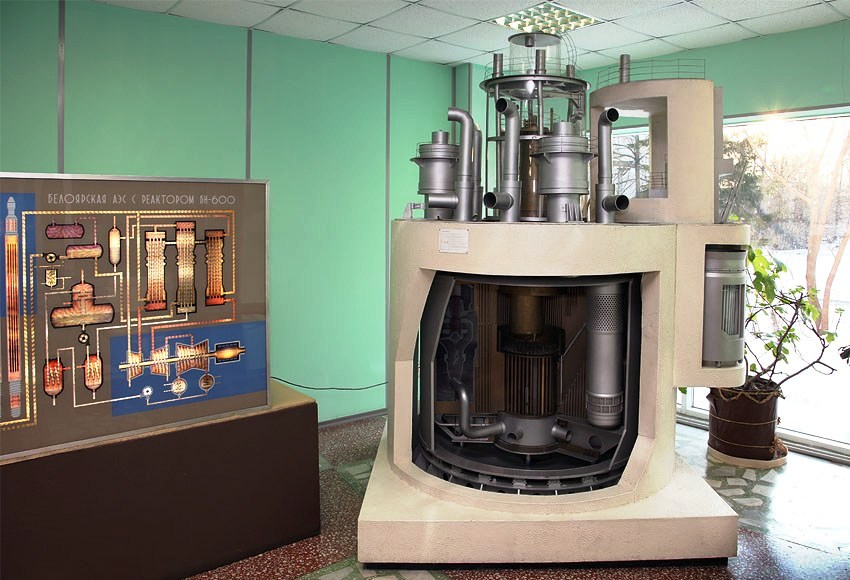
BN-600のカットモデル。中心にある炉心（燃料集合体部分）は高さ2m・直径75cmでBN-800と同じである

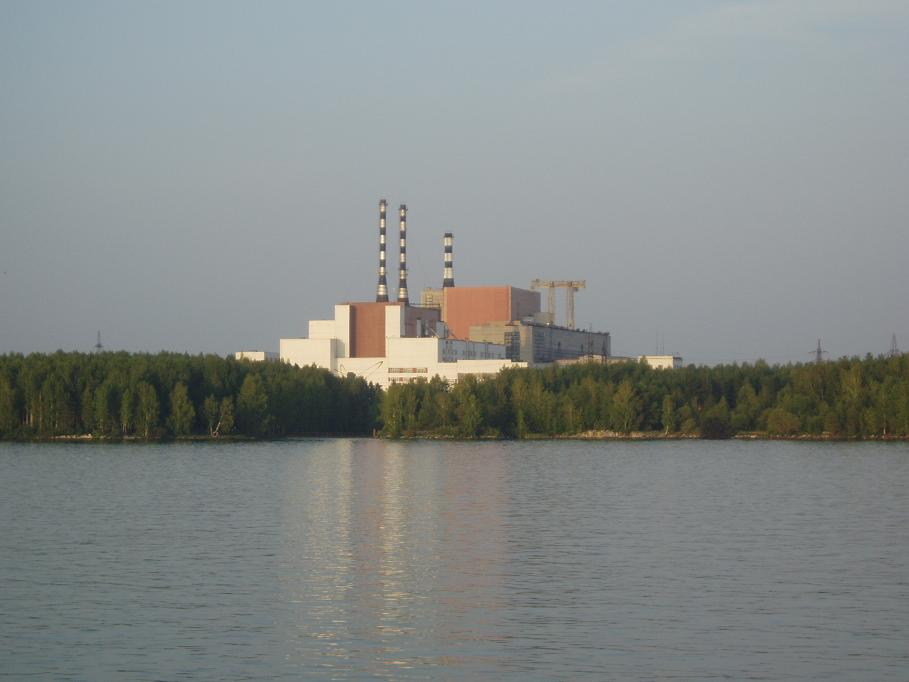
ベロヤルスク原子力発電所。ロシアのスヴェルドロフスク州ザレーチヌイにあり、高速増殖炉BN-600およびBN-800が設置されている。

BN-600はロシアで開発されたナトリウム冷却高速増殖炉で、スヴェルドロフスク州ザレーチヌイにあるベロヤルスク原子力発電所に設置されている。総出力600MWを発揮し、560MWをウラル地方中部の電力網に送電している。既存のBN-350を拡大発展させたもので、1980年から運転されている。2014年にはさらに大型の後継炉BN-800が運転開始している。
BN-600はプール型原子炉で、原子炉本体、冷却材ポンプ、中間熱交換器および関連する配管がすべて液体ナトリウムを満たした大きなプールに納められている。原子炉はコンクリート製の建屋に納められ、フィルターおよびガス封じ込め設備が備えられている。蒸気発生器の細管破断によるナトリウム/水火災や、補助配管系統や二次冷却材ポンプからのナトリウム漏れによる火災などの事故で何度か停止している。これらの事故は国際原子力事象評価尺度では最低レベルと評価されており、修理後すぐに運転を再開している。1997年には27件のナトリウム漏れが起き、うち14件は空気との反応で出火に至っている。蒸気発生器は8セクションに分かれ、さらに各セクションが3つのモジュールに分けられているため、原子炉を停止することなく修理することができる。IAEAによると、2013年には累積稼働率74.6%を達成している。
炉心は高さ1.03m、直径2.05mで、127本の燃料棒を束ねた燃料集合体が369体収められている。燃焼度向上のため、燃料集合体は濃縮度17%、21%、26%の3ゾーンに分けて配置されている。なお、ロシアで一般的な核燃料の濃縮度は3～4%である。 制御系および原子炉スクラム系は27本の反応度制御棒からなっており、うち19本が粗調整用制御棒、2本が自動制御棒、6本が自動緊急停止用制御棒である。燃料交換装置により、運転しながらの燃料交換や燃料の位置交換による出力調整、制御系・原子炉スクラム系機器の交換を遠隔操作で行うことができる。
BN-600には3つの冷却系統が備わっている。一次系・二次系はいずれもナトリウムが循環しており、蒸気発生器は三次系にある。ナトリウムは通常運転時には最大550℃に熱せられ、その熱は3つの独立した冷却ループを通じて輸送される。炉心を冷却したナトリウムは一次系ナトリウムポンプから2基の中間熱交換器に送られる。続いて、中間熱交換器で熱を受け取った二次系ナトリウムは上流に膨張タンクと緊急減圧タンクを備えた二次系ナトリウムポンプにより蒸気発生器に送られる。ここで発生した蒸気が蒸気タービンに送られて発電機を回転させる。
BN-600は2012年まで増殖炉として運用されていたが、実際には濃縮ウラン燃料を装荷して運転していたため増殖比は1.02～1.03程度に留まり、実質的には転換炉であった。その後は兵器級プルトニウムの焼却処理を行っている。
ベロヤルスクの高速増殖炉群は国際的な注目を集めている。日本は高速増殖炉原型炉もんじゅを保有しているが、BN-600の技術資料を入手するため10億支払ったと言われている(訳注：出典資料には通貨単位が記載されていない)。BN-600の運用は国際共同研究の対象になっており、現在ロシア、フランス、日本、イギリスが参加している。